# 吉鷹弘
吉鷹 弘（よしたか ひろむ、男性、1968年1月9日 - ）は、日本のシュートボクサー、キックボクサー。兵庫県出身。神戸学院大学卒。元SB日本スーパーミドル級王者。
高校より柔道を学び（段位は四段）、大学より極真会館中村道場（兵庫支部）で極真空手を学び、その後シュートボクシングに転向する（北摂ジム所属）。シュートボクシングではプロファイターとして活躍。当時の欧州キック界名立たる一流選手（ラモン・デッカーなど）、並びにムエタイ戦士とも多数対戦。
好成績を収めた。
特に対黒人選手との対戦数は歴代の国内格闘家の中で突出している。ロニー・ルイス3戦、マンソン・ギブソン、スチュアート・バレンティーニ、デュラン・グラファンベルフ、ライアン・シムソン3戦、イワン・ヒポリット他。
現役のシュートボクサーを引退後も格闘技・武道の技術の追求を続けている。

## 来歴
- 1987年2月7日 - 北摂ジム入門。
- 1987年4月19日 - 入門後、わずか2か月で北摂ジム（大阪ジムの前身）主催のアマチュアシュートボクシング大会で柔道技である手内股を連発して優勝。その後プロデビューし、大村戦で敗れるまで5戦全勝。
- 1988年4月3日 - 後楽園ホールでのシーザー武士との公開スパーリングではパンチ、投げで圧倒した。
- 1989年11月4日 - 後楽園ホールで行われたロニー・ルイスとの対戦は吉鷹の名前を一気に広めたSB史上稀にみる喧嘩マッチ。この時、ルイスの反則のサッカーボールキックで吉鷹は頭部を裂傷。さらにロニーの噛みつきによる反則攻撃により左脇腹も裂傷。
- 1990年8月26日 - 後楽園ホール、平直行戦にてSB日本スーパーミドル級王座を獲得。
- 1992年11月25日 - 後楽園ホール、マンソン・ギブソン戦にてSB世界スーパーミドル級王座に挑戦。本戦の5Rでは決着つかず、延長2回もドロー。特別延長により判定負け。
- 1994年4月30日 - K-1 GRAND PRIX '94でイワン・ヒポリットと対戦し、判定負け。
- 1995年1月31日 - 大阪府立体育会館、スチュワート・バレンティーニ、ボーウィー・チョーワイクン、ロニー・ルイスを退け、第1回 S-cup 70kg級世界トーナメント優勝。
- 1998年4月26日 - 横浜アリーナで開催された「Shoot the Shooto XX」でラモン・デッカーと対戦し、2度のダウンを奪われ判定負け。この試合を最後に引退した。
- 1998年11月14日 - 日本武道館で開催された「GROUND ZERO TOKYO」にてセンティアンノーイ・ソー・ルンロート（タイ/元ルンピニー・スタジアムライト級王者）を相手に3分3ラウンドの引退エキシビションマッチを行う。試合後は10カウントで見送られた。
- 1999年12月24日、マーシャルアーツ日本キックボクシング連盟「TORNADO WARNING 〜トルネード襲来!!〜」で2度の対戦経験がある港太郎の引退エキシビションマッチの相手を務めた。
- 上記に名前が挙がった選手のほか、ライアン・シムソン（3戦2勝1敗）、大江慎、阿部健一、モハメド・オワリ、ジェラルド・ママディウス、レーンボー・ソーパランタレーらとの対戦がある。
- 大阪にてチーム吉鷹を結成。団体、競技を問わず独自の理論に基づいたキック系・総合系の双方に役立つ打撃技術を指導中。毎月、全国各地からチーム吉鷹への出稽古参加あり。

- 古武術の研究にも余念がなく様々な古伝の師に指導を仰ぐ。現代格闘技の打撃技術と平行して武術クラスを創設し、格闘技に役立つ古伝の技術を指導。公には知られてはいない修得した多種多様な崩し技を週末のスパーリング、そして武術クラスでの指導においては惜しみなく披露している。

## 戦績
27勝（7KO）9敗2分
| 勝敗 | 対戦相手                               | 試合結果                 | 大会名                                                                                      | 開催年月日     |
| ×    | ラモン・デッカー                       | 3分5R終了 判定3-0        | SHOOT the SHOOTO                                                                            | 1998年4月26日  |
| ×    | ウィチャーン・チョー・ロッヂャナチャイ | 3分5R終了 判定3-0        | SHOOT THE RISIN雷神Vol.2 IRONFIST                                                           | 1997年7月18日  |
| ×    | ライアン・シムソン                     | 再延長終了 判定          | SHOOT BOXING WORLD TOURNAMENT S-cup '97 【準決勝】                                          | 1997年5月9日   |
| ○    | サタンファー・ギャットチャンスィン     | 3R KO                    | タイ・ルンピニースタジアム「スッグ・ワンソンチャイ」                                        | 1997年2月15日  |
| ○    | レーンボー・ソー・パランタレー         | 判定                     | SHOOT BOXING WORLD TOURNAMENT S-cup '97 【1回戦】                                           | 1996年7月14日  |
| △    | 港太郎                                 | 3分5R 判定               | MA日本キックボクシング連盟「CHAMPION CARNIVAL」                                             | 1996年6月2日   |
| ○    | ロニー・ルイス                         | 延長3回 判定             | SHOOT BOXING WORLD TOURNAMENT S-cup '95 【決勝戦】                                          | 1995年1月31日  |
| ○    | ボーウィー・チョーワイクン             |                          | SHOOT BOXING WORLD TOURNAMENT S-cup '95 【準決勝】                                          | 1995年1月31日  |
| ○    | スチュワート・バレンティーニ           |                          | SHOOT BOXING WORLD TOURNAMENT S-cup '95 【1回戦】                                           | 1995年1月31日  |
| ○    | 大江慎                                 | 3分5R終了 判定           | Uインター vs. シュートボクシング                                                            | 1994年11月22日 |
| ×    | イワン・ヒポリット                     | 5R終了 判定              | K-1 GRAND PRIX '94 第9試合スペシャルワンマッチ                                              | 1994年4月30日  |
| ○    | 阿部健一                               | 判定3-0                  | シュートボクシング                                                                          | 1993年9月17日  |
| △    | 港太郎                                 | 3分5R 判定               | MA日本キックボクシング連盟                                                                  | 1993年3月20日  |
| ×    | マンソン・ギブソン                     | 延長3回 判定             | SB世界スーパーミドル級タイトルマッチ                                                        | 1992年11月25日 |
| ○    | 平直行                                 | 3R 3:35 KO               | シュートボクシング「BATTLE GAME!! CAESAR FINAL COUNTDOUN Vol.1」 SB全日本ホーク級王者決定戦 | 1990年8月26日  |
| ×    | ロニー・ルイス                         | 3R終了 判定 0-3          | シュートボクシング「シュートボクシング VS K.I.C.K Ⅱ」                                       | 1989年11月4日  |
| ×    | 平直行                                 | 延長1回 延長1回 3:33 TKO | シュートボクシング「SB新世代戦争」                                                          | 1988年7月9日   |
| ×    | 大村勝己                               | 延長2回 判定             | シュートボクシング「SBワールドレボリューション宣言」                                        | 1988年5月21日  |
| ○    | 長井弘和                               | 延長1回 判定             | 「シュートボクシングvs沖縄空手チェンジングマッチ」                                          | 1987年10月10日 |

## 獲得タイトル
- 第2代SB日本スーパーミドル級王座
- 第1回S-cup世界70kgトーナメント優勝（1995年1月31日）